# Воля Петрова
Воля Петрова (пол. Wola Piotrowa) — лемківське село в Польщі, у гміні Буківсько Сяноцького повіту Підкарпатського воєводства.
Населення — 314 осіб (2011).

## Розташування
Знаходиться у верхів'ї річки Сяночок, лівої притоки Сяну; 4 км на південь від Буківсько, 16 км на південному-заході від Сяніка, 65 км на південь від Ряшева; при воєводській дорозі № 889.

## Походження назви
Назва села свідчить про заснування його в пізніші часи — часи кріпацтва, коли новозасновані села на відміну від старих сіл отримували період звільнення від феодальних повинностей і назву «Воля» з додатком імені власника-феодала.

## Історія
Перша згадка припадає на 1523 р. У 1552 р. в селі було 17 кметів, корчма, млин, солтис і священик. У 1567 р. в селі оброблялося 4½ лану землі. До 1772 р. село входило до складу Сяноцької землі Руського воєводства Речі Посполитої. З 1772 до 1918 року — у межах Сяніцького повіту Королівства Галичини та Володимирії монархії Габсбургів (з 1867 року Австро-Угорщини).
У 1893 р. в селі було 45 будинків і 308 мешканців (з них: грекокатоликів —281, римокатоликів — 21, юдеїв — 6). У 1898 році село посідало 5,1 км², нараховувало 335 мешканців (з них — 321 грекокатолик), та ще площа земель фільварку становила 3,58 км².
У 1939 році в селі проживало 520 мешканців, з них 505 українців і 15 поляків. Село входило до Сяніцького повіту Львівського воєводства.
Після війни частину українського населення виселено в 1944—1946 р. до СРСР. Решту тероризували і вбивали польське військо і банди поляків, вцілілих 42 українці були зігнані Польським військом до гетто в Буківську, а далі через станцію Писарівці депортовані в ході операції «Вісла» 28.04-10.05.1947 на північні понімецькі землі. Село спорожніло до 1960-х років, коли тут поселилися переселенці-протестанти з Тешинської Сілезії.
У 1975-1998 роках село належало до Кросненського воєводства.

## Демографія
Демографічна структура станом на 31 березня 2011 року:
|          | Загалом | Допрацездатний вік | Працездатний вік | Постпрацездатний вік |
| -------- | ------- | ------------------ | ---------------- | -------------------- |
| Чоловіки | 150     | 33                 | 97               | 20                   |
| Жінки    | 164     | 40                 | 99               | 25                   |
| Разом    | 314     | 73                 | 196              | 45                   |

## Церква
Церква св. Арх. Михаїла збудована в 1550 р. У 1903 р. церква розібрана, а паства ходила до парафії у Карликові (з 1930 р. — Буківський деканат).

## Народились
- Стиранка Петро Михайлович «Мак», «Максим» (*1924 — ?) — кулеметник другої чоти сотні «Хріна» куреня «Рена» на Закерзонні, радист Проводу ОУН в Україні (06.-11.1951). Захоплений спецагентами МҐБ 2.01.1952 р. у с. Церковна Долинського р-ну Івано-Франківської обл. Пішов на співпрацю з ворогом. Подальша доля невідома. Старший вістун УПА (?); відзначений Золотим хрестом бойової заслуги 2 класу (20.07.1950)[5].